# 20 000 mil podmorskiej żeglugi (film 1973)
20 000 mil podmorskiej żeglugi (ang. 20,000 Leagues Under the Sea) – amerykańsko-kanadyjsko-australijski film animowany z 1973 roku. Animowana adaptacja powieści o tej samej nazwie francuskiego pisarza Juliusza Verne’a.

## Obsada (głosy)
- Tim Elliott
- Ron Haddrick
- Don Pascoe